# 阿德里安·奥库安
阿德里安·奥库安（英語：Adrian Aucoin，1973年7月3日—），加拿大男子冰球运动员，场上位置是后卫。他曾代表加拿大国家队参加1994年冬季奥林匹克运动会冰球比赛，获得一枚银牌。